# Madden NFL

Schermata di Madden NFL 96

Madden NFL (inizialmente John Madden Football) è una serie di videogiochi sportivi riguardanti il football americano sviluppata e prodotta da Electronic Arts. I videogiochi della serie sono stati fin dagli anni 2000 tra i dieci titoli più venduti nel mercato nordamericano classificandosi spesso nelle prime posizioni.

## Versioni della serie
| Titolo                  | Anno | Piattaforme |
| ----------------------- | ---- | --- |
| John Madden Football    | 1988 | Apple II, Commodore 64, MS-DOS |
| John Madden Football    | 1990 | Sega Mega Drive, Amiga |
| John Madden Football II | 1991 | MS-DOS |
| John Madden Football 92 | 1991 | Sega Mega Drive, SNES |
| John Madden Football 93 | 1992 | Sega Mega Drive, SNES |
| Madden NFL 94           | 1993 | Sega Mega Drive, SNES |
| Madden NFL 95           | 1994 | Game Boy, Game Gear, Sega Mega Drive, SNES, Microsoft Windows                                                                                 |
| Madden NFL 96           | 1995 | Game Boy, Game Gear, Sega Mega Drive, SNES, Microsoft Windows                                                                                 |
| Madden NFL 97           | 1996 | PlayStation, Microsoft Windows, SNES |
| Madden Football 64      | 1997 | Nintendo 64 |
| Madden NFL 98           | 1997 | PlayStation, Microsoft Windows, SNES |
| Madden NFL 99           | 1998 | PlayStation, Microsoft Windows, Nintendo 64                                                                                                   |
| Madden NFL 2000         | 1999 | PlayStation, Microsoft Windows, Game Boy Color, Nintendo 64                                                                                   |
| Madden NFL 2001         | 2000 | PlayStation, PlayStation 2, Microsoft Windows, Game Boy Color, Nintendo 64                                                                    |
| Madden NFL 2002         | 2001 | PlayStation, PlayStation 2, Microsoft Windows, Game Boy Color, Nintendo Game Cube                                                             |
| Madden NFL 2003         | 2002 | PlayStation, PlayStation 2, Microsoft Windows, Game Boy Advance, Nintendo Game Cube                                                           |
| Madden NFL 2004         | 2003 | PlayStation 2, Xbox, Microsoft Windows, Game Boy Advance, Nintendo Game Cube                                                                  |
| Madden NFL 2005         | 2004 | PlayStation 2, Xbox, Microsoft Windows, Nintendo DS, Game Boy Advance, Nintendo Game Cube                                                     |
| Madden NFL 06           | 2005 | PlayStation 2, PlayStation Portable, Xbox, Xbox 360, Microsoft Windows, Nintendo DS, Game Boy Advance, Nintendo Game Cube                     |
| Madden NFL 07           | 2006 | PlayStation 2, PlayStation 3, PlayStation Portable, Xbox, Xbox 360, Microsoft Windows, Nintendo DS, Game Boy Advance, Nintendo Game Cube, Wii |
| Madden NFL 08           | 2007 | PlayStation 2, PlayStation 3, PlayStation Portable, Xbox, Xbox 360, Microsoft Windows, Nintendo DS, Game Boy Advance, Nintendo Game Cube, Wii |
| Madden NFL 09           | 2008 | PlayStation 2, PlayStation 3, PlayStation Portable, Xbox 360, Nintendo DS, Wii                                                                |
| Madden NFL 10           | 2009 | PlayStation 2, PlayStation 3, PlayStation Portable, Xbox 360, Wii                                                                             |
| Madden NFL 11           | 2010 | PlayStation 2, PlayStation 3, PlayStation Portable, Xbox 360, Wii                                                                             |
| Madden NFL 12           | 2011 | PlayStation 2, PlayStation 3, PlayStation Portable, Xbox 360, Wii                                                                             |
| Madden NFL 13           | 2012 | PlayStation 3, PlayStation Vita, Xbox 360, Wii U, Wii                                                                                         |
| Madden NFL 25           | 2013 | PlayStation 3, PlayStation 4, Xbox 360, Xbox One                                                                                              |
| Madden NFL 15           | 2014 | PlayStation 3, PlayStation 4, Xbox 360, Xbox One                                                                                              |
| Madden NFL 16           | 2015 | PlayStation 3, PlayStation 4, Xbox 360, Xbox One                                                                                              |
| Madden NFL 17           | 2016 | Playstation 3, Playstation 4, Xbox 360, Xbox One                                                                                              |
| Madden NFL 18           | 2017 | Playstation 4, Xbox One |
| Madden NFL 19           | 2018 | PlayStation 4, Xbox One, Microsoft Windows |
| Madden NFL 20           | 2019 | PlayStation 4, Xbox One, Microsoft Windows |
| Madden NFL 21           | 2020 | PlayStation 4, Playstation 5, Xbox One, Xbox Series X, Xbox Series S, Google Stadia, Android, Microsoft Windows                               |
| Madden NFL 22           | 2021 | PlayStation 4, Playstation 5, Xbox One, Xbox Series X, Xbox Series S, Google Stadia, Android, Microsoft Windows                               |
| Madden NFL 23           | 2022 | Windows, Xbox One, PS4, Xbox Series X/S, PS5                                                                                                  |
| Madden NFL 24           | 2023 | Windows, Xbox One, PS4, Xbox Series X/S, PS5                                                                                                  |
| Madden NFL 25           | 2024 | PlayStation 4, Xbox One, Microsoft Windows, PlayStation 5, Xbox Series X e Series S                                                           |